# モーソン駅

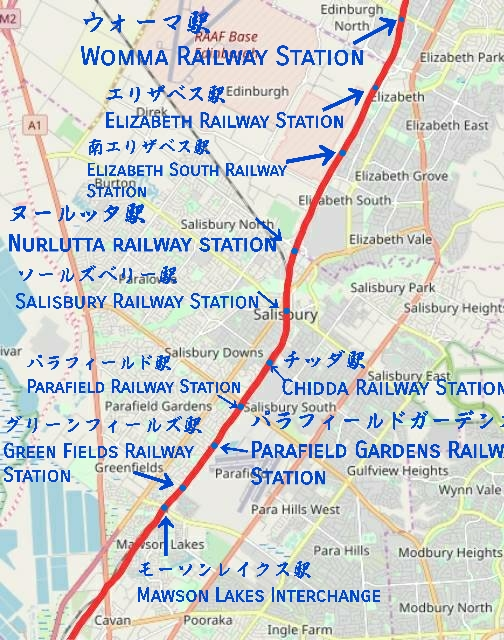
モーソン駅

モーソン駅(英語:Mawson Interchange)はサウスオーストラリア州アデレード、モーソンレイクスにあるゴーラー線の駅である。アデレード駅から北に14.3キロメートル (8.9 mi)離れている。駅の西には、クリスタルブルックに通ずるオーストラリア基盤整備会社の標準軌の線路がある。

## 歴史
モーソン駅は2006年2月26日に開通した。これは過去20年以上の間でアデレードに作られた最初の新しい駅であった。

## 行き先
| プラットフォーム | 方向                      |
| ---------------- | ------------------------- |
| 1番線            | ゴーラー駅/ゴーラー中央駅 |
| 2番線            | アデレード駅              |

## 乗り換え
電車の他にもアデレード・メトロはモーソン駅を通る5つのバス路線を運営している
- 222系統:アデレード中心街行き[3]
- 224系統:エリザベス駅発アデレード中心街行き[4]
- 411系統:ソールズベリー駅行き[5]
- 501系統:アデレード・オーバーン経由アデレード中心街行き[6]
- 565系統:イングルファーム行き[7]